# Арко-ді-Травертіно (станція метро)
41°51′57″ пн. ш. 12°32′05″ сх. д. / 41.86583° пн. ш. 12.53472° сх. д.
Арко-ді-Травертіно (італ. Arco di Travertino) - станція лінії А Римського метрополітену. Відкрита 16 лютого 1980 році у першій черзі лінії А (від Ананьїна до Оттавіано). Розташована під вулицею Арко-ді-Травертіно, що з'єднує Аппіа-Нуова з вулицею Тоскалана.
Є станцією з двома окремими тунелями, в кожному з яких знаходиться окрема платформа.
Поблизу станції розташовані
- Арко-ді-Травертіно
- Віа-Тусколана
- Вілла-Лаїс
- Віа-Аппіа-Нуова
- Віа-деї-Коллі-Албані

## Пересадки
Автобуси: 85, 409, 657, 660, 663, 664, 671, 765.